# Zagony (Lubomino)
Zagony (deutsch Sommerfeld) ist ein Ort in der polnischen Woiwodschaft Ermland-Masuren. Er gehört zur Landgemeinde Lubomino (Arnsdorf) im Powiat Lidzbarski (Kreis Heilsberg).

## Geographische Lage
Zagony liegt in der nordwestlichen Woiwodschaft Ermland-Masuren, 22 Kilometer südwestlich der Kreisstadt Lidzbark Warmiński (Heilsberg).

## Geschichte
Das vor 1945 mit einer Molkerei ausgerüstete Dorf Sommerfeld kam 1874 zum neu errichteten Amtsbezirk Arnsdorf (polnisch Lubomino) im ostpreußischen Kreis Heilsberg. Seine Einwohnerzahl belief sich 1910 auf 350, und stieg bis 1933 auf 367 und betrug 1939 307.
Als 1945 in Kriegsfolge das gesamte südliche Ostpreußen an Polen fiel, erhielt Sommerfeld die polnische Namensform Zagony. Das Dorf ist heute eine Ortschaft im Verbund der Gmina Lubomino (Landgemeinde Arnsdorf) im Powiat Lidzbarski (Kreis Heilsberg), von 1975 bis 1998 der Woiwodschaft Olsztyn, seither der Woiwodschaft Ermland-Masuren zugehörig.

## Religion
Bereits vor 1945 gehörte Sommerfeld wie heute Zagony zur römisch-katholischen Kirche St. Katharina Lubomino im jetzigen Erzbistum Ermland. Evangelischerseits war Sommerfeld bis 1945 in die Kirche Regerteln (polnisch Rogiedle) in der Kirchenprovinz Ostpreußen der Kirche der Altpreußischen Union eingepfarrt. Heute ist das Dorf Zagony der Diözese Masuren der Evangelisch-Augsburgische Kirche in Polen zugeordnet.

## Verkehr
Zagony liegt verkehrsgünstig an der Woiwodschaftsstraße 507, die die Städte Braniewo (Braunsberg), Pieniężno (Mehlsack), Orneta (Wormditt) und Dobre Miasto (Guttstadt) miteinander verbindet. Nebenstraßen von Piotraszewo (Peterswalde) und Świątki (Heiligenthal) enden außerdem in Zagony.
Rogiedle (Regerteln) ist die nächste Bahnstation. Sie liegt an der Bahnstrecke Olsztyn Gutkowo–Braniewo der Polnischen Staatsbahn.